# Asedio de Salvador
El Asedio de Salvador fue un decisivo enfrentamiento militar librado en el contexto de la Guerra de Independencia de Brasil entre los defensores portugueses y los brasileños entre 1822 y 1823, terminando con la rendición de los primeros. 